# Museo Arqueológico de Nauplia
El Museo Arqueológico de Nauplia es un destacado museo de Nauplia, una ciudad de Argólida, en Grecia.

## Historia del museo
El museo se encuentra en un edificio monumental del periodo veneciano construido en 1713 para tener la función de arsenal de la flota veneciana. Su transformación en museo se realizó hacia 1933 (o en 1926 según otras fuentes), debido a la necesidad de encontrar un espacio para la conservación de los hallazgos de las excavaciones del Instituto Sueco de Atenas en Ásine y Dendra, para lo que se habilitó una sala en la segunda planta del edificio. El museo fue remodelado entre 2003 y 2008.

## Colecciones
El museo contiene una colección de objetos procedentes de yacimientos arqueológicos de casi toda la región de Argólida, con excepción de Micenas, Argos y Lerna, que cuentan con sus propios museos. En el caso de Epidauro, se hallan en el museo objetos de la denominada «Antigua Epidauro», pero los del más reciente Asclepeion de Epidauro se encuentran en otro museo.
Los objetos pertenecen a periodos comprendidos entre la prehistoria y la Antigüedad tardía. Además de los encontrados en las excavaciones del Instituto Sueco de Atenas, también recoge muchos hallazgos de excavaciones de arqueólogos griegos y también de la Escuela Estadounidense de Estudios Clásicos.  
Se halla distribuido en dos salas y ocho secciones temáticas. La primera sala expone objetos pertenecientes a periodos prehistóricos. Los objetos más antiguos pertenecen al paleolítico (32 000-21 000 a. C.) y proceden de la garganta de Kleisura. A continuación se presentan los hallazgos de la cueva Franchthi, que tuvo un largo periodo de ocupación. Prosigue a través de los yacimientos del Heládico Antiguo, que estuvo ya presente en Tirinto, Ásine y Berbati, pero también en otros lugares de Argólida. Al Heládico Medio pertenecen una serie de objetos procedentes principalmente de Ásine y de tumbas de Prónea (en el área de Nauplia), Midea y Tirinto. Destaca también una lápida funeraria procedente de Berbati.
El periodo micénico se refleja en hallazgos procedentes de Tirinto, Midea —que fueron en esta época dos centros destacados— y Ásine. A este periodo pertenecen también hallazgos de tumbas de Evangelistria (en el área de Nauplia), Ásine, Dendra, la antigua Epidauro y de la tumba abovedada de Kazarma. Además hay una exposición acerca de la guerra y de la caza en época micénica.
La segunda sala expone objetos de periodos históricos a partir de la Edad del Hierro. Entre los objetos expuestos hay cerámica protogeométrica, objetos del periodo geométrico procedentes de las necrópolis de Ásine, Nauplia, Tirinto y Berbati, y objetos de culto de la época arcaica procedentes principalmente de Tirinto. Hay otros hallazgos de la época clásica procedentes de Halias y Hermione. También destaca una casa de campo del siglo VI d. C. procedente de Pyrguti, cerca de Berbati. 
Además, hay una sección separada donde se exponen objetos procedentes de diversas donaciones privadas.

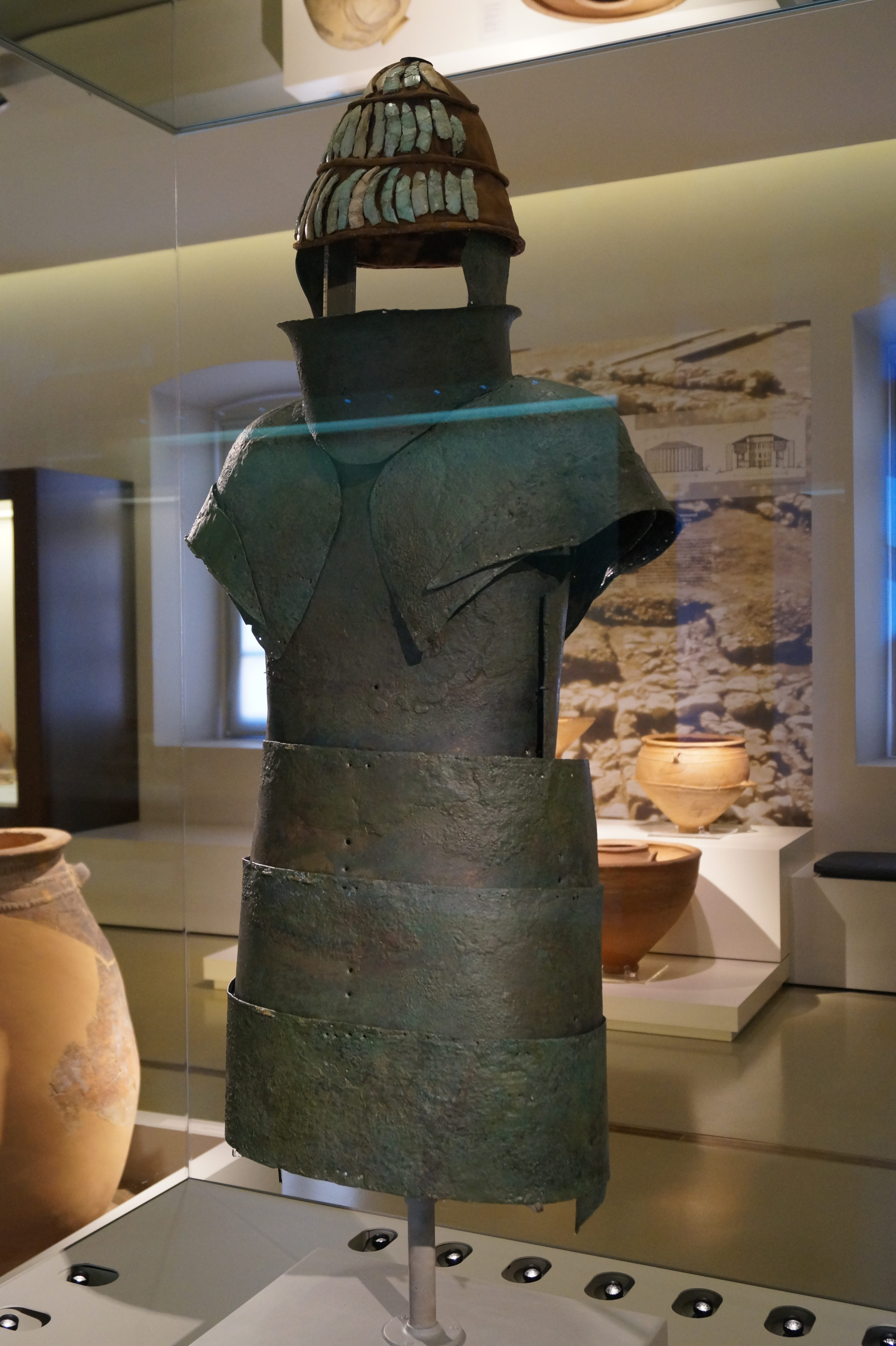
Panoplia micénica de Dendra.
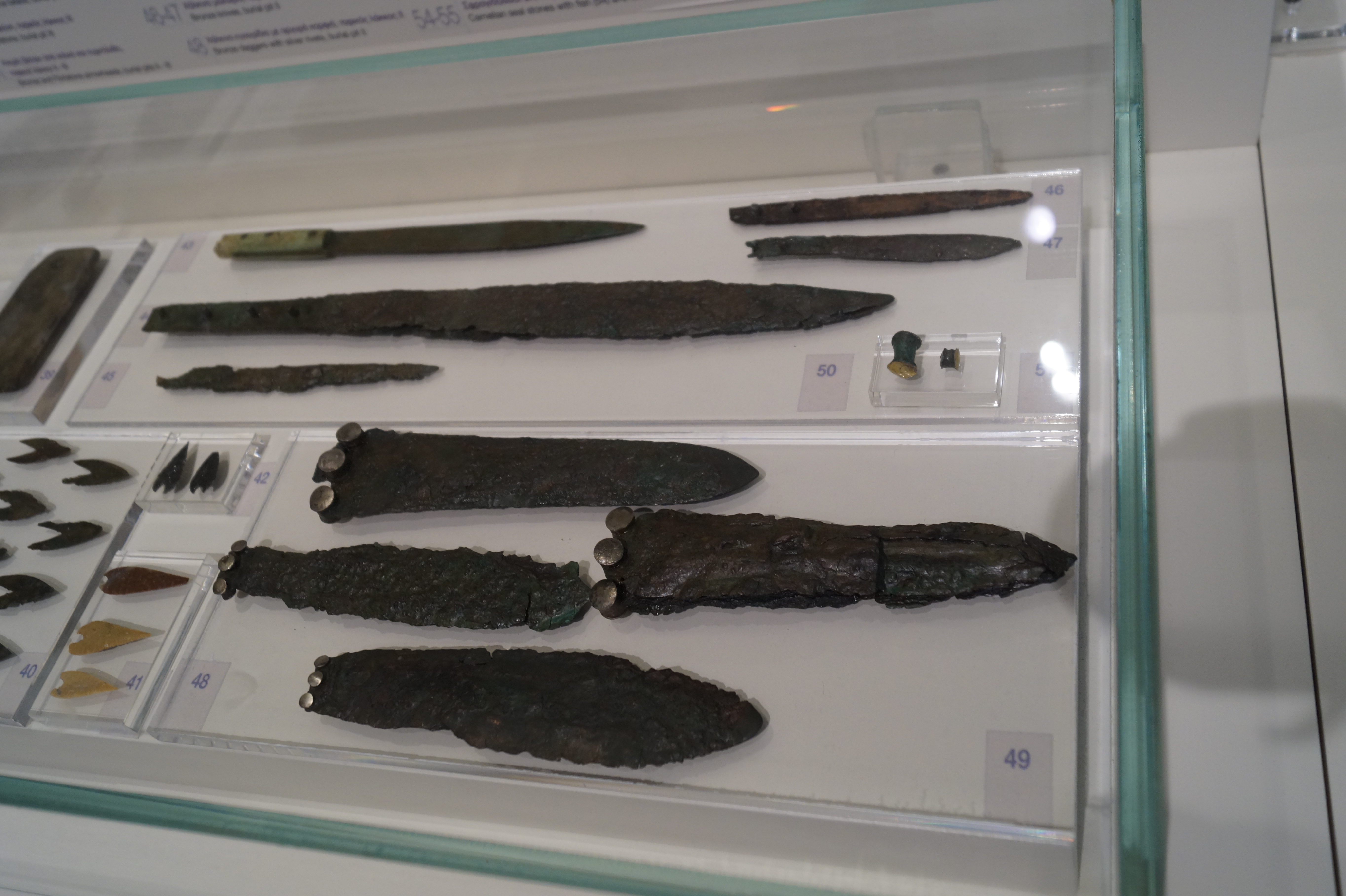
Armas de bronce del tholos de Kazarma (siglo XV a. C.)
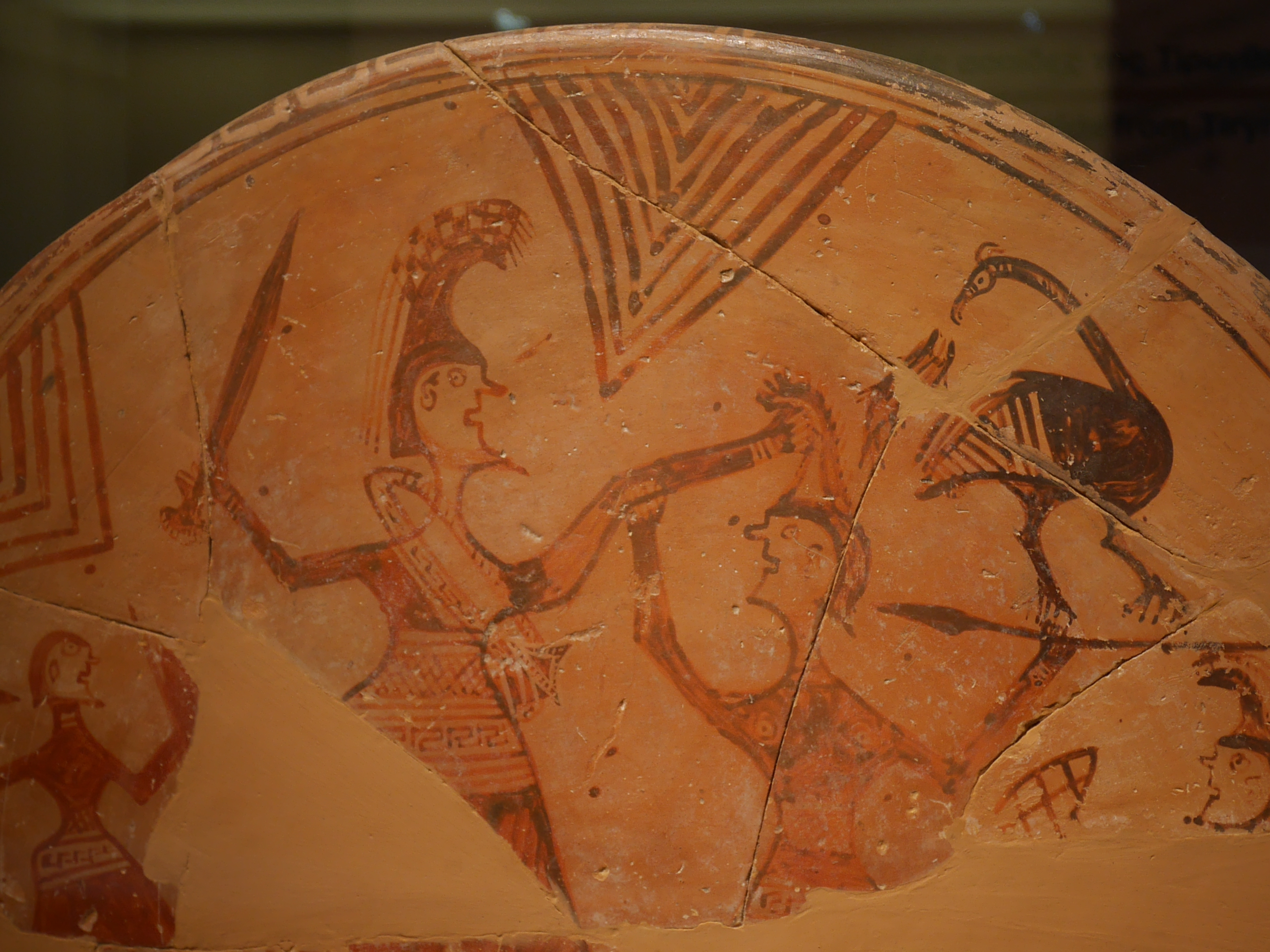
Pieza de terracota hallada en Tirinto que quizá represente a Aquiles matando a Pentesilea o a Orestes asesinando a Clitemnestra.